# Bursaspor
Bursaspor je turecký fotbalový klub z města Bursa. Založen byl roku 1963. Jednou vyhrál Süper Lig (2009/10), jednou turecký fotbalový pohár (1986) a v sezóně 1974/75 se probojoval do čtvrtfinále Poháru vítězů pohárů.

## Historie
Fotbalový klub Bursaspor byl založen 1. června 1963. Během následujících dekád na sebe upozornil především výhrou v tureckém poháru v ročníku 1985/1986.

### Poprvé mistrem Turecka
V ročníku 2009/10 vyhrál Bursaspor senzačně ligový titul o bod před Fenerbahçe. Tým posílil český stoper Tomáš Zápotočný hostující z Beşiktaşe. Tým z města Bursy vstřelil nejvíce branek ze všech a disponoval druhou nejlepší obranou, a to i díky bulharskému brankáři Dimitaru Ivankovi. Na rozdíl od konkurence se v koncovce nespolehl na jednoho střelce – Argentinec Pablo Batalla a levý křídelník Ozan Ipek se trefili 8×, Turgay Bahadir se trefil 7×.
Významným faktorem v úspěšné honbě za titulem v Süper Lig byla dobrá bilance proti silné trojici z Istanbulu. Obhajující Beşiktaş podlehl Bursasporu v obou zápasech, Galatasaray uhrál proti Bursasporu vedle jedné prohry jen remízu, Fenerbahçe sice v Burse vyhrálo, ale doma prohrálo.
Fenerbahçe v závěrečném zápase přivítalo Trabzonspor, který už ale o nic nehrál. Když pořadatelé Fenerbahçe na světelné tabuli dvě minuty před koncem zápasu ukázali výsledek souběžně hraného zápasu Bursasporu s Besiktasem 2:2, Fenerbahçe se pokusilo udržet remízu 1:1 zajišťující titul, přičemž tuto remízu udrželi. Díky chybě domácích pořadatelů ale titul historicky poprvé získal Bursaspor, který od Besiktase vyrovnávací branku na 2:2 neinkasoval a vyhrál doma 2:1.

### Premiérová Liga mistrů
Trenér Ertuğrul Sağlam nedovedl v další sezóně titul obhájit, s týmem skončil až třetí s velkou ztrátou na čelo. Ve skupině Ligy mistrů byla Bursasporu nalosována těžká skupina s Manchesterem United, Valencií a Glasgow Rangers, kde turecký tým prohrál rovnou pětici zápasů a získal jediný bod doma se skotskými Rangers, což stačilo jen na poslední místo.

## Úspěchy

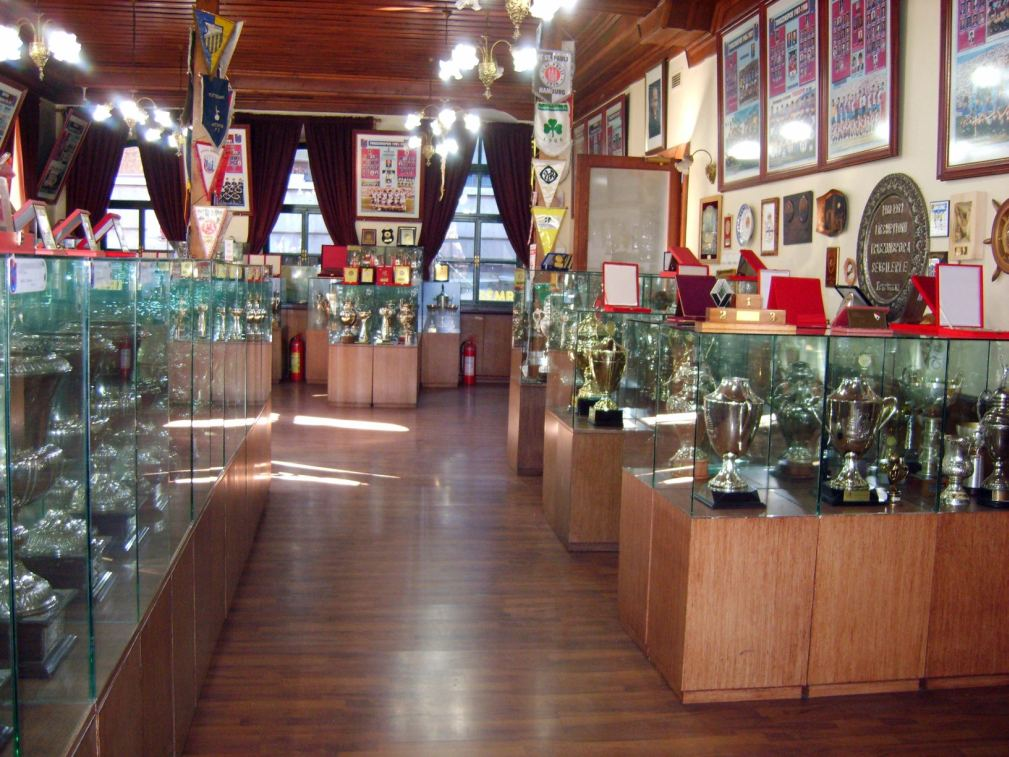
Museum trofejí Trabzonsporu

### Vyhrané domácí soutěže
- Süper Lig ( 1x )

(2009/10)

## Výsledky v evropských pohárech
Liga mistrů:
| 2010–11           |     |     |
| Sk                |     |     |
| Manchester United | 0-3 | 0-1 |
| Valencia          | 0-4 | 1-6 |
| Glasgow Rangers   | 1-1 | 0-1 |

Pohár vítězů pohárů:
| Sezóna  | Kolo | Soupeř           | Doma | Venku | Celkem |
| ------- | ---- | ---------------- | ---- | ----- | ------ |
| 1974-75 | 1k   | Finn Harps       | 4-2  | 0-0   | 4-2    |
| 1974-75 | 2k   | Dundee United FC | 1-0  | 0-0   | 1-0    |
| 1974-75 | Č    | Dynamo Kyjev     | 0-1  | 0-2   | 0-3    |
| 1986-87 | 1k   | Ajax Amsterdam   | 0-2  | 0-5   | 0-7    |

Evropská liga:
| Sezóna  | Kolo        | Soupeř                | Doma | Venku | Celkem               |
| ------- | ----------- | --------------------- | ---- | ----- | -------------------- |
| 2011-12 | 3. předkolo | FK Gomel              | 2-1  | 3-1   | 5-2                  |
| 2011-12 | 4. předkolo | Anderlecht Brusel     | 1-2  | 2-2   | 3-4                  |
| 2012-13 | 3. předkolo | KuPS                  | 6-0  | 0-1   | 6-1                  |
| 2012-13 | 4. předkolo | FC Twente             | 3-1  | 1-4   | 4-5                  |
| 2013-14 | 3. předkolo | FK Vojvodina Novi Sad | 0-3  | 2-2   | 2-5                  |
| 2014-15 | 2. předkolo | FC Čichura Sačchere   | 0-0  | 0-0   | 0-0 (1-4 na penalty) |

| Sezóna | Kolo        | Soupeř           | Doma | Venku | Celkem   |
| ------ | ----------- | ---------------- | ---- | ----- | -------- |
| 1995   | skupina 10  | Wimbledon        | /    | 4–0   | 1. místo |
| 1995   | skupina 10  | Beitar Jerusalem | 2–0  | /     | 1. místo |
| 1995   | skupina 10  | Charleroi        | /    | 2–0   | 1. místo |
| 1995   | skupina 10  | Košice           | 1–1  | /     | 1. místo |
| 1995   | osmifinále  | OFI Kréta        | 2–1  | /     | 2–1      |
| 1995   | čtvrtfinále | Karlsruher SC    | 3–3  | /     | 3–3      |

1. ↑  Karlsruher postoupil na penalty 6–5

## Známí hráči
- Hakan Şükür – dlouhodobý reprezentant Turecka
- Balázs Dzsudzsák – dlouhodobý reprezentant Maďarska
- Veliče Šumulikoski – dlouhodobý reprezentant Severní Makedonie
- Taye Taiwo – dlouhodobý reprezentant Nigérie